# L'Histoire d'Annette Zelman
Pour plus de détails, voir Fiche technique et Distribution.
L'Histoire d'Annette Zelman (anciennement L'Affaire Annette Zelman) est un téléfilm français réalisé en 2022 par Philippe Le Guay d'après un scénario d'Emmanuel Salinger,,,. Il retrace l'histoire d'Annette Zelman, morte à 20 ans en août 1942, à Auschwitz.
Cette adaptation du livre de Laurent Joly Dénoncer les Juifs sous l'occupation est une coproduction de la société Nilaya Productions et de France Télévisions, réalisée avec la participation de TV5 Monde et le soutien de la région Île-de-France, en partenariat avec la Fondation pour la mémoire de la Shoah et de la Fondation Rothschild,,,,.
Vassili Schneider a reçu le « Prix jeune espoir masculin Adami » au Festival de la fiction de La Rochelle 2022 pour son rôle dans le film.

## Synopsis
En octobre 1941, Paris vit sous le régime du couvre-feu. Annette Zelman et ses amis Bella, Claude et Jean passent des journées entières à discuter de poésie et de littérature au café des Arts à Saint-Germain-des-Prés. Annette est attirée par Claude mais Bella veille au grain.
Annette est une jeune fille passionnée par l'art et la littérature qui suit des cours de dessin à l'Académie des beaux-arts dirigée par Paul Landowski.
Jean est très amoureux d'elle et elle est très amoureuse de lui. Elle lui apprend quelques rudiments de yiddish et le présente à sa famille, où il est accepté chaleureusement.
À son tour, Jean présente Annette à sa famille, qui fait partie de la haute bourgeoisie catholique de Paris. Il l'amène donc à une soirée donnée pas ses parents, où Annette entend, horrifiée, les propos antisémites tenus par le parrain de Jean, l'acteur Robert Le Vigan qui rentre d'une tournée en Allemagne et raconte que « les Allemands ont la niaque, ils font le ménage, les youpins, les cocos… ». Sont également présents Charles Laville, l'organisateur de l'exposition Le Juif et la France ainsi que l'avocate Juliette Goublet, qui défendait jadis les communistes mais exprime aujourd'hui à Laville son admiration pour son exposition.
Annette et Jean veulent se marier, contre l'avis des parents de Jean en raison de l'origine d'Annette.
Pendant ce temps, l'exécution par les Allemands du fils d'un fournisseur de Moshé Zelman incite la famille à passer la ligne de démarcation pour s'installer à Limoges. Annette refuse de les suivre et reste à Paris.
Robert Le Vigan, le parrain de Jean, propose à Hubert Jausion de contacter un ami, l'inspecteur Jalby, qui travaille à la Gestapo, directement sous les ordres du capitaine SS Theodor Dannecker, responsable aux affaires juives. Jausion rencontre Dannecker et Jalby au siège de la Gestapo et les sollicite afin « d'envoyer un signal »  à la jeune Juive. Annette est arrêtée à l'académie et amenée à la préfecture de police pour suspicion d'activités subversives. Vu les conditions de détention très dures, Hubert Jausion retourne à la Gestapo pour faire machine arrière mais Danecker est à Berlin et Jalby refuse de bouger en l'absence de son chef. Hubert Jausion sollicite en vain Fernand de Brinon, le délégué de Vichy en zone occupée.
Le 7 juin 1942 l'ordonnnance obligeant les Juifs à porter l'étoile en zone occupée entre en vigueur. Quelques jours plus tard, Annette est transférée au camp des Tourelles, où elle confie à Jean que les conditions sont meilleures qu'à la préfecture : elle partage sa cellule avec une seule fille et la nourriture est mangeable.
Hubert Jausion recourt à l'avocate Juliette Goublet qui connaît Dannecker personnellement : elle propose d'intervenir mais exige une concession : Jean et Annette doivent renoncer à ce mariage, ce qu'Annette refuse. Mais Jean signe le document puis convainc Annette. Mais Maître Goublet se met au service du Reich en prenant la direction de la section féminine des Jeunes de l'Europe nouvelle et part en Allemagne. Hubert Jausion se rend alors à la Gestapo et se propose en otage contre le terrorisme à la place d'Annette mais Jalby l'informe qu'il n'y a plus rien à faire pour Annette, car les Allemands sont en train d'organiser un transfert massif des populations israélites vers l'Est de l'Europe.
Jean rejoint à Limoges la famille Zelman, qu'il considère désormais comme sa vraie famille.
Les deux années suivantes, Jean réside chez les Zelman pour finir son roman, comme Annette le lui avait demandé. Il obtient un contrat auprès des éditions Gallimard : parfois, il travaille toute la nuit et, le matin, Michèle, la jeune sœur d'Annette qui est en fait la narratrice du film, tape le manuscrit à la machine.
Les mois passent sans nouvelles d'Annette. Camille et Guy, les fils Zelman, partent se battre avec les Alliés pour combattre les nazis. Jean se dit prêt à parcourir l'Allemagne et la Pologne pour retrouver la femme qu'il aime.
À la libération de Paris, Jean travaille pour le journal Le Franc Tireur afin de couvrir l'avancée des Alliés en Lorraine. Le détachement qu'il accompagne tombe dans une embuscade, beaucoup de soldats meurent et Jean est porté disparu.
En avril 1945, les parents Zelman apprennent qu'Annette avait été déportée à Auschwitz et était morte un mois après son arrivée dans le camp.

## Fiche technique
Sauf indication contraire, les informations mentionnées dans cette section peuvent être confirmées par les bases de données cinématographiques IMDb et Allociné,  présentes dans la section « Liens externes ».
- Titre original français : L'Histoire d'Annette Zelman
- Genre : Drame
- Production : Patricia Boutinard Rouelle[8]
- Sociétés de production : Nilaya Productions et France Télévisions
- Réalisation : Philippe Le Guay[8]
- Scénario : Emmanuel Salinger[8]
- Musique : Bruno Coulais[7]
- Décors : Valérie Grall[7]
- Costumes : Jean-Daniel Vuillermoz
- Photographie : Pénélope Pourriat[7]
- Son : Vincent Guillon[7]
- Montage : Monica Coleman[7]
- Maquillage : Lise Gaillaguet
- Pays de production :  France
- Langue originale : français
- Format : couleur
- Durée : 90 minutes
- Dates de première diffusion :
  - France : 25 janvier 2023 sur France 2[8]

## Distribution

### Famille Zelman
- Ilona Bachelier : Annette Zelman
- Guilaine Londez : Kaïla, mère d'Annette
- Daniel Cohen : Moishe, père d'Annette
- Louise Legendre : Michèle Zelman, sœur d'Annette
- Michèle Kersz Zelman : elle-même en 2022
- Noé Genetet : Camille Zelman
- Clément Labopin : Guy Zelman

### Famille Jausion
- Vassili Schneider : Jean Jausion
- Julie Gayet : Christiane Jausion, mère de Jean
- Laurent Lucas : Hubert Jausion, père de Jean

### Amis d'Annette et de Jean
- Simon Thomas : Claude
- Eugénie Derouand : Bella

### Allemands et collabos
- Florian Steiner : le capitaine SS Theodor Dannecker
- Samuel Churin : inspecteur Jalby de la Gestapo
- François Creton : l'acteur Robert Le Vigan, parrain de Jean Jausion
- Isabelle Mazin : l'avocate Juliette Goublet
- Éric Frey : Charles Laville, organisateur de l'exposition Le Juif et la France
- Alexandre Sigrist : Santoni

### Autres personnages
- Jacques Bachelier : Paul Landowski, directeur de l'académie des beaux-arts

## Production

### Genèse et développement
En 1978, dans Le Mémorial de la déportation des Juifs de France, de Serge Klarsfeld, quelques lignes évoquent un destin individuel, l'un des rares noms, parmi les 76 000 cités, à faire l'objet d'un commentaire : « Dans ce convoi n° 3 est partie une jeune fille de 20 ans, Annette Zelman, Française coupable non seulement d'être juive, mais d'oser aimer et être aimée par un Français non juif ».
En 2022, lors de la commémoration de la rafle du Vélodrome d'Hiver en juillet 1942, France Télévisions réalise une fiction adaptée du livre de Laurent Joly Dénoncer les Juifs sous l'occupation, retraçant l'histoire vraie d'Annette Zelman, jeune Française coupable non seulement d'être juive, mais d'oser aimer et être aimée par un Français non juif,,,,.
Le téléfilm, produit par Nilaya, est scénarisé par Emmanuel Salinger et réalisé par Philippe Le Guay,,,,,,.
Annoncé initialement sous le titre L'Affaire Annette Zelman, le téléfilm est présenté sous le titre L'Histoire d'Annette Zelman au Festival de la fiction de La Rochelle 2022.

### Attribution des rôles
Le réalisateur Philippe Le Guay précise dans sa note d'intention : « Pour jouer les Jausion, nous avons choisi Laurent Lucas et Julie Gayet, deux acteurs à l'aura charismatique. Loin d'en faire des caricatures, nous voulons plonger dans la culpabilité de ce couple et dans le remords qui va les miner quand ils prennent conscience de leur geste. Ilona Bachelier et Vassili Schneider interprètent Annette et Jean avec cette énergie vibrante de la jeunesse. La mise en scène de notre film est à ce diapason. Nous avons choisi d'imprimer au film un rythme haletant : il faut aller vite, ne pas s'installer, afin de montrer le mouvement irréversible de la machine à broyer de la répression nazie ».
Le réalisateur précise encore : « Le film est raconté par Michèle Zelman, la sœur cadette d'Annette, âgée de 15 ans au moment des faits. Aujourd'hui, Michèle a 94 ans, elle est dans une forme hallucinante, et parle avec une précision inouïe de sa sœur et de sa famille. Michèle est le « témoin » de notre histoire, elle est si vaillante qu'elle a accepté notre proposition de jouer son rôle dans notre film. Dans les dernières séquences, Michèle intervient face à la jeune actrice qui interprète son rôle. Nous avons filmé cette rencontre chez elle, dans son appartement peuplé de souvenirs : des photos, des dessins d'Annette, des lettres écrites en 1942 qui ont traversé le temps… Michèle est la courroie de transmission entre les générations, elle crée un pont entre le passé et le présent, entre la fiction et le témoignage authentique. Nous sommes convaincus qu'au-delà de l'émotion de son témoignage en direct, le sens de son message sera encore plus présent, et touchera le spectateur en plein cœur ».

### Tournage
Le tournage du téléfilm se déroule du 16 mai au 17 juin 2022 en Île-de-France et à Nancy,,,,, ainsi qu'à la Batterie de l'Éperon, à Frouard.

## Diffusions et audience
En France, le téléfilm, diffusé le 25 janvier 2023 sur France 2, est regardé par 3 370 000 téléspectateurs : avec 16,6 % de part de marché, France 2 s'impose ce soir-là comme leader des audiences.

## Accueil critique
Émilie Gavoille, Pierre Langlais et Marjolaine Jarry de l'hebdomadaire Télérama voient dans L'Histoire d'Annette Zelman « Un téléfilm historique poignant (malgré quelques lourdeurs) aux accents documentaires ».
Dans le magazine Moustique, David Hainaut parle d'« un récit digne de Roméo et Juliette, percutant et rythmé, émouvant et surprenant jusqu'à son final ».

## Distinction
Le 17 septembre 2022, le jury du Festival de la fiction de La Rochelle 2022, présidé par la comédienne Sandrine Bonnaire, décerne le « Prix jeune espoir masculin Adami » à Vassili Schneider pour son rôle dans L'Histoire d'Annette Zelman,,,,.